# Peta Mullens
Peta Mullens, née le 8 mars 1988 à Sale dans l'État de Victoria, est une coureuse cycliste australienne.

## Biographie
Elle signe son premier contrat professionnel sur route avec l'équipe Wiggle Honda, qu'elle intègre en 2014. Durant cette saison, elle cumule cyclisme sur route et VTT, sans parvenir à trouer un équilibre satisfaisant, et termine l'année épuisée. En janvier 2015, elle devient championne d'Australie sur route et obtient un nouveau contrat d'un an avec Wiggle High5.
En 2016, elle quitte Wiggle en février et se concentre sur le VTT. Elle ne parvient toutefois pas à obtenir la sélection espérée pour les Jeux olympiques, n'étant retenue en équipe nationale qu'en tant que remplaçante.
Elle s'engage avec l'équipe Hagens Berman-Supermint en 2017, afin de revenir sur route, tout en gardant pour objectif les championnats du monde de VTT, qui ont lieu à Cairns en Australie.

## Palmarès sur route
- 2006
  - 2e du Tour de Bright
  - 3e du Tour of Southern Grampians
- 2007
  - Tour of Southern Grampians :
    - Classement général
    - 1re, 2e et 4e étapes

  - 3e étape du Canberra Tour
  -  Médaillée de bronze de la course en ligne des Jeux océaniens
  - 3e du Canberra Tour
- 2008
  - Tour of Southern Grampians :
    - Classement général
    - 2e étape
- 2009
  -  Championne d'Australie sur route espoirs
  - 4e du championnat d'Océanie sur route
- 2010
  - 3e du championnat d'Australie du critérium
- 2011
  - 7e du championnat d'Océanie sur route
- 2014
  - 2e du championnat d'Australie du critérium
- 2015
  -  Championne d'Australie sur route
  - 2e du championnat d'Australie du critérium
- 2016
  - Tour of America's Dairyland :
    - Classement général
    - 5e étape
- 2017
  - Athens Twilight Criterium
  - 2e de l'Historic Roswell Criterium
  - 2e du Wilmington Grand Prix
  - 2e de l'Intelligentsia Cup
- 2018
  - 3e étape du Tour of America's Dairyland
- 2019
  - Melbourne to Warrnambool Classic
  - Wilmington Grand Prix
  - 1re étape du Tour of America's Dairyland
- 2022
  - Kwik Star Criterium
  - 3e du championnat d'Australie du critérium
  - 3e de la Clarendon Cup

### Classements mondiaux
| Année                                 | 2009 | 2010 | 2011 | 2012 | 2013 | 2014 | 2015 | 2016 | 2017 | 2018 | 2019 | 2020 |
| ------------------------------------- | ---- | ---- | ---- | ---- | ---- | ---- | ---- | ---- | ---- | ---- | ---- | ---- |
| Classement UCI                        | 129e | nc   | 285e | nc   | nc   | 196e | 314e | 483e | 163e | 761e | 529e | 85e  |
| UCI World Tour                        |      |      |      |      |      |      |      | nc   | nc   | nc   | nc   | 114e |
|                                       |      |      |      |      |      |      |      |      |      |      |      |      |
| Légende : nc = non classéSource : UCI |      |      |      |      |      |      |      |      |      |      |      |      |

## Palmarès en VTT
- 2009
  - 2e du championnat d'Australie de cross-country marathon
- 2012
  -  Championne d'Australie de cross-country marathon
- 2013
  -  Championne d'Australie de cross-country
- 2014
  -  Championne d'Australie de cross-country eliminator
  - 2e du championnat d'Australie de cross-country
- 2015
  - 2e du championnat d'Australie de cross-country
  - 2e du championnat d'Australie de cross-country eliminator
- 2016
  - 2e du championnat d'Australie de cross-country
  - 3e du championnat d'Océanie de cross-country
- 2024
  - 3e du championnat d'Océanie de cross-country marathon

## Palmarès en cyclo-cross
- 2016-2017
  - 2e du championnat d'Australie de cyclo-cross
- 2017-2018
  -  Championne d'Australie de cyclo-cross
- 2019-2020
  -  Championne d'Australie de cyclo-cross
  - Melbourne Grand Prix of Cyclo-Cross #1, Melbourne
  - Melbourne Grand Prix of Cyclo-Cross #2, Melbourne
- 2022-2023
  - 3e du championnat d'Australie de cyclo-cross
- 2023-2024
  - 3e du championnat d'Australie de cyclo-cross
- 2025-2026
  -  Championne d'Australie de cyclo-cross
  - Ballarat CX, Ballarat

## Palmarès sur piste
- 2006
  -  Championne d'Australie de poursuite juniors
  -  Médaillée de bronze du championnat du monde de poursuite juniors